# Simon Kelner
Simon Kelner (Bury, 5 de juliol de 1957) és un periodista i editor anglès. Kelner va ser el redactor en cap dels diaris The Independent i Independent on Sunday. Va ser fitxat el maig de 1998 per succeir Andrew Marr i Rosie Boycott i va deixar el seu càrrec el 2008. Després d'una temporada com a director general dels diaris Independent, va ser reelegit editor l'abril de 2010 pel nou propietari Alexander Lebedev. Kelner va guanyar diversos premis durant el seu període a The Independent, incloent-hi l'Editor de l'Any el 2004 i 2010.